# Policia e Shtetit
Die Policia e Shtetit (albanisch für „Polizei des Staates“) ist die Polizei in Albanien. Die Leitung übernimmt die Generaldirektion (alb. Drejtoria e Përgjithshme), die sich in das Department gegen organisierte Kriminalität und Schwerverbrechen, das Department für öffentliche Sicherheit (unter anderem Verkehrspolizeidirektion und Spezialeinheiten „RENEA“ und „FNSH“), das Department für Grenze und Migration, das Department für unterstützende Dienstleistungen und das Department für Polizeiausbildung untergliedert. Generaldirektor ist Haki Çako.

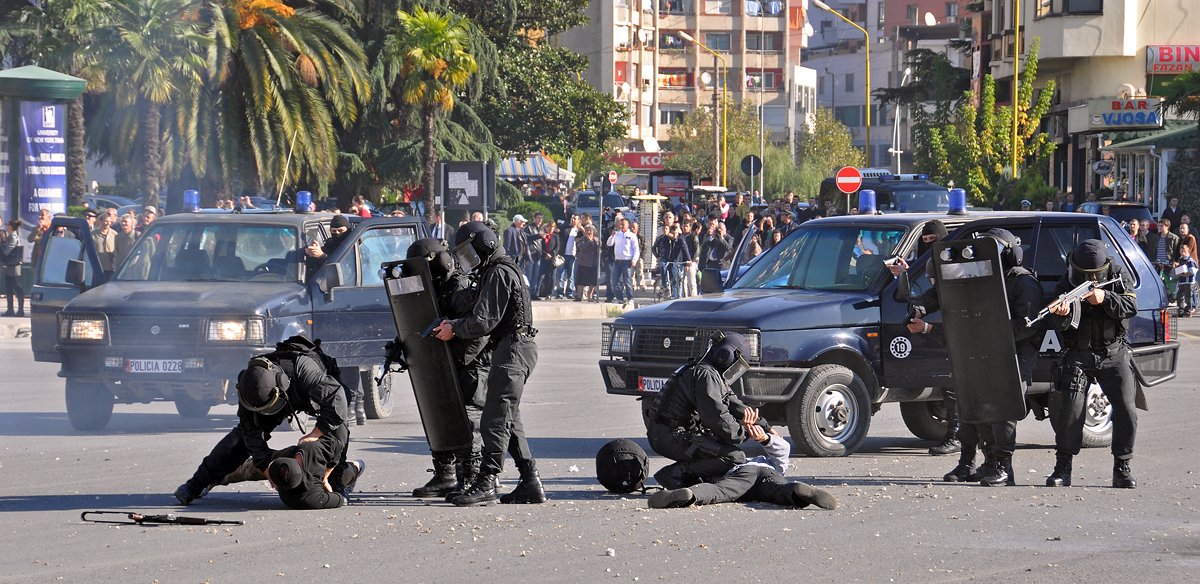
RENEA-Spezialeinheiten bei einer Vorführung (2010)

Das Polizeipersonal wurde seit dem Sturz der Diktatur 1990/91 kontinuierlich von 21.000 Mitarbeitern im Jahr 1992 auf 12.000 Mitarbeiter im Jahr 2001 reduziert.
Albanien teilt sich territorial in zwölf örtliche Polizeidirektionen in den Qarks.
Der Publizist und ehemalige Minister Ben Blushi von der Sozialistischen Partei behauptet in seinem Buch Hëna e Shqipërisë (Mond Albaniens), dass die Polizei zu 10 % aus Anhängern der Hizmet-Bewegung (Gylenxhi) von Fethullah Gülen bestehen würde.